# 国鉄C40形コンテナ
国鉄C40形コンテナ（こくてつC40がたコンテナ）は、日本国有鉄道（国鉄）が1986年（昭和61年）度に日本車輌製造で100個のみ製造した、鉄道輸送用の12 ft長5 t積み有蓋コンテナである。

## 構造
C31形コンテナを基本とし、寸法を高くしたコンテナである。片側扉及び片側妻扉の二方開きで、外法寸法は高さ2,500 mm、幅2,438 mm、長さ3,658 mm、自重1.4 t。内容積は17.9 m3、最大積載量は5t。本形式で採用されたコンテナのサイズ（高さ）は、2017年（平成29年）までの汎用コンテナまで採用されている。
塗装は、地色が青22号「コンテナブルー」であり、C36形に比べて容積が拡大したことを示すため、白色の帯がある。

## 現状
- 日本通運製造したNC2形の国鉄版である。NC2形コンテナの補完で特定駅に常備して運用された。
- 1987年（昭和62年）4月の国鉄民営化に際しては、全数が日本貨物鉄道（JR貨物）へ引き継がれて汎用コンテナとしても使用された。
- 2001年（平成13年）度以降、19D形や19G形の登場により廃棄が進み、2007年（平成19年）度に全廃された。